# Гласови из прошлости
Гласови из прошлости је редовна епизода Марти Мистерије објављена у свесци бр. 47. у издању Веселог четвртка. Свеска је објављена 8.11.2018. Коштала је 380 дин (3,2 €; 3,6 $). Имала је 154 стране.

## Оригинална епизода
Оригинална епизода под називом Voici dal passati објављена је премијерно у бр. 325. регуларне едиције Марти Мистерије која је у Италији у издању Бонелија изашла 9.02.2013. Епизоду је нацртао Ђулио Камањи, а сценарио написао Алфредо Кастели. Насловну страну нацртао Ђанкарло Алесандрини. Коштала је 5,7 €.

## Кратак садржај
Марти добија коверту од Роберта Данкана у којој се налази трака са снимцима гласа Марка, Мартијевог оца. Коверта је послата са Лонг Лејка (драва Њујорк) где је Марти као дечак често са оцем ишао на излет. Заједно са Дијаном и Јавом, креће трагом адресе са коверте. Када долази у Лонг Лејк, Марти у кући среће унуку Роберта Данкана где откривају да је Данкан заправо татин добар пријатељ кога су познавали под именом Спарки. Спаркијева унука га упућује на гаражу у Буфалу која је закупљена на 50 година. Марти се упућује да је претражи. Све време га прате Људи у црном. На крају се испоставља да је Марти на трагу магнетофонског апарата старог око 3.000 година

## Претходна и наредна епизода
Претходна епизода носила је наслов Смак света (бр. 46), а наредна Фермијев парадокс (бр. 48).